# Национальная конституция армян
Национальная конституция армян (арм.  Ազգային սահմանադրութիւն Հայոց (Азгаин сахманадрутюн хайоц); фр. Constitution nationale arménienne) или Положение об армянской нации (осман. Nizâmnâme-i Millet-i Ermeniyân, نظامنامهٔ ملّت ارمنیان‎) — свод правил, состоящий из 150 статей, составленных членами армянской османской интеллигенции и принятый 17 марта 1863 г. Османской империей. Документ касался деятельности армянского миллета (тур. Ermeni Millet), то есть армянской религиозной общины империи, определяла полномочия армянского патриарха Константинополя и основала Армянское национальное собрание. Этот кодекс до сих пор применяется в некоторых церквях армянской диаспоры.
Сам документ на армянском языке назывался «конституцией», тогда как османско-турецкая версия называлась «положением» о миллете.

## История

### Контекст
Период Танзимата, который начался в 1839 году, предполагал улучшение положения этнических и религиозных меньшинств Османской империи, в том числе армян. Хатти-шериф (1839) провозгласил равенство всех подданных империи. Затем, с принятием Хатт-и Хумайюн (новых реформ положивших начало второму периоду танзимата в феврале 1856 года), миллеты, то есть религиозные общины, стали автономными.
Конституция и внесённые в неё реформы, в результате которых было создано Армянское национальное собрание, частично являются ответом на жалобы армян на тяжёлые условия их жизни, а также на насилие и злоупотребления против них со стороны курдов и коррумпированных членов местных администраций.

### Создание и ратификация
Вопрос о регулировании армянской нации внутри Османской империи обсуждался в армянской общине с 1854 года, в частности, армянской интеллигенцией, получившей образование в Европе и примкнувшей к идеям революций 1848 года, а также духовенством. Среди них первая группа, в которую входили, в частности: Крикор Одиан, Сервитчен (Серовпе Витченян), Нигогайос Балян, Гарабед Утуджян, Крикор Маргосян, Диран Назарианц и Нахабет Руссинян, разработала первоначальную версию церковного регулирования, но он был отклонён амирой (местной армянской знатью). Этот документ многократно дополнялся, перерабатывался и переписывался в период с 1854 по 1860 годы. 24 мая 1860 году вышло «Положение об армянской нации», которое в первую очередь касалось Армянского Константинопольского патриархата и роли самого Патриарха.
5 июня 1860 года депутаты всех сословий армянской общины встретились в рамках Общего собрания в Константинополе. По этому случаю была одобрена и подписана Национальная конституция и созданы временные советы. Копия конституции была представлена Высокой Порте для ратификации. В последующие три месяца были избраны новые советы, и жизнь общины была организована в соответствии с новым основополагающим текстом.
Однако 27 августа 1861 года османские власти запретили применение конституции. Армяне со своей стороны инициировали её переработку, но на этот раз Высокая Порта пыталась взять на себя управление процессом, назначив специальный комитет во главе с Сервиченом. Конституция была пересмотрена и вторично представлена Порте в январе 1862 года. Порта внесла некоторые изменения, обеспечив ужесточение контроля над армянским миллетом. Наконец, правительство султана Абдулазиза ратифицировало её фирманом 17 марта 1863 года.

### Содержание
Национальная конституция или Положение состоит из 150 статей и одной преамбулы, в которых определяются права и обязанности личности и нации, в первую очередь вдохновленные идеалами 1789 и 1848 годов. Однако для османов онa не являлась «конституцией» в строгом смысле этого слова, а скорее постановлением, касающимся общинной организации армянского миллета.
По словам юриста Гюстава Ролен-Жакмэн: «принятие устава или положения армянской общины лучше соответствовало бы цели акта, который в конечном итоге имеет тенденцию организовывать своего рода полу-гражданское, полу-религиозное общество, чьи полномочия заканчиваются именно там, где начинаются полномочия истинного государства», Даже если она явно создает «полное конституционное здание».
Как отмечают историки Анни и Жан-Пьер Маэ, конституция фактически ниспровергает «подобие конституционной монархии во главе с армянским патриархом Константинополя» . В этом подобии монархии, где существует разделение властей, исполнительная власть принадлежит патриарху, который больше не является всемогущим авторитетом в сообществе а «президентом общественных советов», где вдобавок «ослаблена исполнительная власть этих советов». Полномочия патриарха ограничены конституцией, и поэтому он воспринимает эти изменения как атаку на свою власть и свое сообщество. Ранее он был не только духовным лидером армян Османской империи, но и светским главой (главой всех армян и армянской нации). Более того, как отмечает Мекердич Дадиан: «Действия патриарха по отношению к его духовенству носили дискреционный характер, доходивший до всемогущества». Патриарх мог по своему желанию смещать епископов, а его юрисдикция распространялась на 50 областей.
Законодательная власть возложена на Национальное Собрание в составе 140 депутатов (ереспохан), мирян и духовных лиц из списка 220 депутатов, избранных прихожанами церкви. Это Собрание назначает патриарха и руководит его деятельностью в соответствии с концепцией исполнительной ответственности. Кроме того, собрание избирает из своей среды религиозный совет из 12 членов, который занимается монастырями, пожертвованиями, наследственным правом и больницами.
Собрание также избирает политический кабинет из 20 членов, который, в свою очередь, назначает два национальных совета — судебный совет под председательством патриаршего викария и школьный совет по вопросам образования. Таким образом, конституция устанавливает центральное и региональное правительство, местные собрания представителей нации, местные собрания представителей районов и епархий, национальные советы, ответственные за надзор за государственным образованием, администрацией, финансами и правосудием (в том числе гражданскими тяжбами), положения, регулирующие электорат и право на участие в выборах, режим выборов, дисциплину собраний и способ пересмотра конституции.
Конституция также «гарантирует принцип равенства для всех» и «подчиняет выборы религиозных или гражданских лидеров решению всеобщего избирательного права». Она гарантирует армянам империи реальную религиозную и культурную автономию. У каждого человека есть обязательства перед нацией а у нации — перед человеком. Армяне обязаны участвовать в выборах патриарха и в совете общины через его представителей, а также платить налоги для сохранения и защиты своих прав.

### Последствия и ограничения
Для прогрессивных армян Конституция и Национальное Собрание представляли собой важный шаг вперед, который приближал армянский народ к современности и демократическим принципам.
Однако есть ряд ограничений. По мнению Гюстава Ролен-Жакмэна, конституция, по-видимому, была предназначена для организации армян Константинополя:
- из 220 членов общего собрания 160 избираются церквями районов османской столицы; тогда как в Западной части империи проживало всего 400 000 армян, по сравнению с 2 600 000 — в Восточной;
- только очень незначительное меньшинство провинциальных представителей исходит из наиболее густонаселенных армянами провинций из восточных регионов империи;
- большое количество членов по должности, ограниченных до 180 по ст. 10, подавляющее большинство из которых в Константинополе. Это члены центральных религиозных и гражданских собраний, центральных наблюдательных советов, председатели 24 армянских районных советов Константинополя, епископы проживающие в столице, проповедники (вардабед) и священники стамбульских церквей, народные писатели и редакторы газет, высшие должностные лица, члены имперских обществ, директора и главные переводчики Канцелярии Высокой Порты, директора национальных или имперских учреждений и, наконец, старшие офицеры.

Гюстав Ролен-Жакмэн объясняет, что не следует переоценивать роль Конституции и Национального Собрания: «нигде не наблюдается серьёзных гарантий ни коллективных прав нации, ни индивидуальных прав её членов.»  Как отмечают Анни и Жан-Пьер Маэ  :
Выборы депутатов и заседания Высшего Собрания создавали у армянской знати Константинополя иллюзию участия в своего рода политической жизни. Но каким бы формирующим ни было это мероприятие для будущего, когда в конце столетия появятся настоящие армянские политические партии, ставка в настоящее время была весьма ограниченной. В действительности, внутренняя автономия общины не давала ей никаких гарантий против произвола османской администрации и никакой защиты от насилия и злоупотреблений, которые усиливались в анатолийских провинциях.
После проведения этих реформ, отношения между властями Османской империи и армянами значительно улучшились. Однако позже, в 1860-х годах, когда османы сумели подавить курдское сопротивление и больше не нуждались в поддержке со стороны армян в восточных провинциях, империя постепенно стала меньше прислушиваться к ходатайствам своих армянских подданных.
Во время патриархата Малакия Орманян (1896—1908) султан Абдул Хамид II приостановил действие конституции и потребовал её дальнейшего пересмотра. Генри Финнис Блосс Линч, во втором томе своей книги «Армения, путешествия и исследования», опубликованной в 1901 году, писал, что Национальная конституция армян «практически приостановлена из-за напряженных отношений, существующих в настоящее время между Портой и армянами».
С образованием Турецкой Республики в 1923 году, Национальная конституция армян была окончательно отменена.

## Отредактированные варианты Конституции
- Ազգային Սահմանադրութիւն հայոց. — Impr. I. Muhendissian.
- Османско-турецкая версия из Дустур. — Constantinople, 1289. — С. 938—961.
- Osmanlı Devleti’nde Ermeni Anayasası’nın Doğuşu 1839-1863. — Aras Yayıncılık. — ISBN 978-975-7265-64-1. (армянская и турецкая версии с приложениями на армянском языке)
- Constitution nationale des arméniens : traduite de l'arménien sur le document original. — Benjamin Duprat. (Французский перевод версии 1860 г.)
- George Young. Corps de droit ottoman, vol. II, « Texte XXIII : Règlement de la Communauté Arménienne Grégorienne, 24 mai 1860 ». — Oxford, Clarendon Press, 1905. — С. 79—92.
- Harry Finnis Blosse Lynch. . — Longmans, Green and Co, 1901. — С. 445—467 «Appendix I: National Constitution of the Armenians in the Turkish Empire ». (переведенная версия на английском)